# Antti Lindtman
Antti Ilmari Lindtman (ur. 11 sierpnia 1982 w Vantaa) – fiński polityk i samorządowiec, poseł do Eduskunty, od 2023 przewodniczący Socjaldemokratycznej Partii Finlandii (SDP).

## Życiorys
W 2002 ukończył szkołę średnią, a w 2016 nauki społeczne na Uniwersytecie Helsińskim. Pracował jako kierowca, następnie w latach 2003–2011 w fińskiej centrali związkowej SAK. Działacz Socjaldemokratycznej Partii Finlandii. Wybierany do rady miasta Vantaa w kolejnych wyborach od 2004. W styczniu 2009 został przewodniczącym rady mieskiej.
Bezskutecznie ubiegał się o mandat poselski w 2003 i 2007. W wyborach parlamentarnych w 2011 po raz pierwszy został wybrany do Eduskunty. W 2015, 2019 i 2023 uzyskiwał reelekcję.
W kwietniu 2015 został przewodniczącym klubu parlamentarnego SDP. W maju 2012 został drugim wiceprzewodniczącym Socjaldemokratycznej Partii Finlandii, a w maju 2014 pierwszym wiceprzewodniczącym partii.
Po wyborach w 2023 w mediach ujawniono zdjęcie sprzed ponad 20 lat; widać na nim kilku nagich mężczyzn w kominiarkach, z których dwóch wykonuje pozdrowienie hitlerowskie, a Antti Lindtman trzyma przedmiot będący według niego zabawkowym pistoletem na plastikowe kulki. Polityk tłumaczył, że nigdy nie miał poglądów neonazistowskich, a zdjęcie pochodzi z czasów nauki w szkole średniej. We wrześniu tego samego roku został nowym przewodniczącym fińskich socjaldemokratów.

## Życie prywatne
W 2011 w Vantaa zawarł związek małżeński z Kaiją Stormbom, z którą ma córkę (ur. 2017). Wychowywał także córkę żony z poprzedniego związku. Jest synem Jouka Ilmara Lindtmana i Eiji Tellervo Niskanen. Jego ojciec był członkiem lokalnego oddziału partii socjaldemokratycznej w Vantaa. Oprócz języka fińskiego zna także języki szwedzki i angielski.